# サイモンズタウン
サイモンズタウン（英語: Simon's Town、アフリカーンス語: Simonstad）はケープタウン近くにある南アフリカの村。行政区分上はケープタウン都市圏に属している。Simonstownと表記されることもある。アフリカーンス語での名称はシモンスタッドとなる。人口は6,569人。

## 概要
フォールス湾岸、ケープ半島東端に位置する。2世紀以上にわたって重要な海軍基地および港となっている。町はケープ植民地総督のシモン・ファン・デル・ステルに因んで名付けられた。陸地は海岸線から急勾配で上昇し、海岸線と高台の狭間に絵のように美しい村が広がる。小規模な港は天然の良港とは言えず、山から採取された何千個もの砂岩による防波堤で潮汐から保護される。サイモンズタウンは事実上ケープタウンの郊外に位置し、ケープタウンの商業中心地区から南に延びる鉄道路線の終点である。フォールス湾東岸を走る鉄道路線は壮大な景観が眺められ、悪天候時には潮が列車を濡らすこともある。ケープペンギンの繁殖地のひとつ。南アフリカで最大の海軍基地がある。

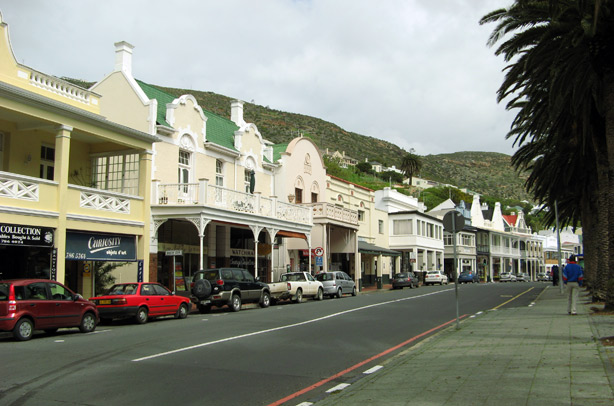
町の中心部

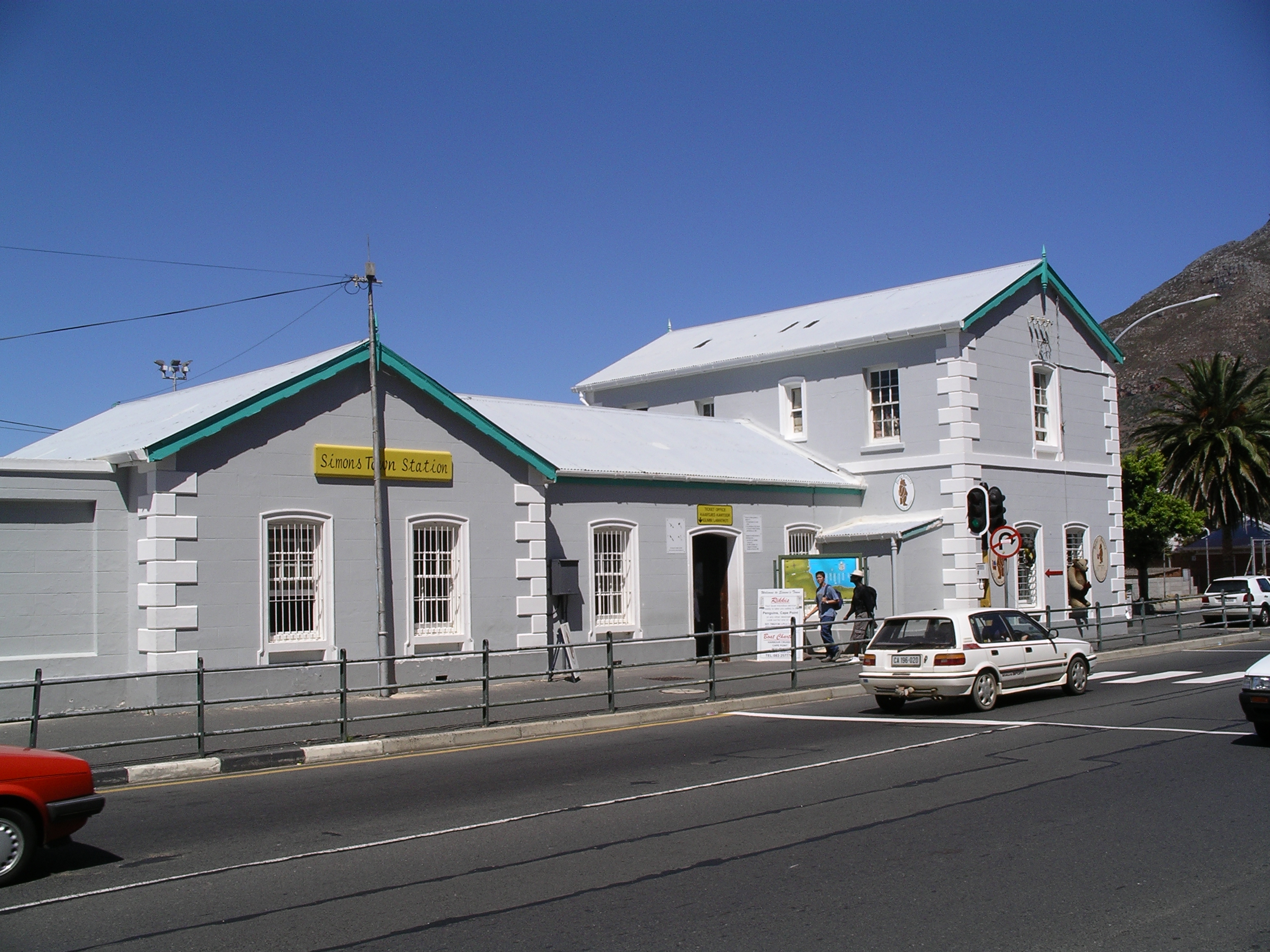
サイモンズタウン駅

## 人口と地理
| 人種構成（サイモンズタウン） 2011             | 人種構成（サイモンズタウン） 2011             | 人種構成（サイモンズタウン） 2011 | 人種構成（サイモンズタウン） 2011 | 人種構成（サイモンズタウン） 2011 |
| --------------------------------------------- | --------------------------------------------- | --------------------------------- | --------------------------------- | --------------------------------- |
|                                               |                                               |                                   |                                   |                                   |
| 白人（アフリカーナー及び アングロアフリカン） | 白人（アフリカーナー及び アングロアフリカン） |                                   | 56.4%                             | 56.4%                             |
| バントゥー系民族（黒人）                      | バントゥー系民族（黒人）                      |                                   | 24.5%                             | 24.5%                             |
| カラード                                      | カラード                                      |                                   | 12.7%                             | 12.7%                             |
| アジア系                                      | アジア系                                      |                                   | 4.4%                              | 4.4%                              |

| 母語話者（サイモンズタウン） 2011 | 母語話者（サイモンズタウン） 2011 | 母語話者（サイモンズタウン） 2011 | 母語話者（サイモンズタウン） 2011 | 母語話者（サイモンズタウン） 2011 |
| --------------------------------- | --------------------------------- | --------------------------------- | --------------------------------- | --------------------------------- |
|                                   |                                   |                                   |                                   |                                   |
| 英語                              | 英語                              |                                   | 68.0%                             | 68.0%                             |
| アフリカーンス語                  | アフリカーンス語                  |                                   | 18.5%                             | 18.5%                             |
| コサ語                            | コサ語                            |                                   | 3.6%                              | 3.6%                              |

人口6,569人のうち、西ケープ州で多数派を占めるカラードは12.7%と少ない一方、白人が多いことでも知られており、全体の56.4%と大半を占めている。言語は英語が67.9%、アフリカーンス語が18.5%となっている。

## 交通
サイモンズタウン駅はケープタウン中央駅から発車するメトロレール南部線（サイモンズタウン線）の終着駅となっており、喜望峰までの観光ルートの拠点となっている。

## 出身著名人
- ジョージア・パパジョージ - インスタレーション作家